# Gorzeń Górny
Gorzeń Górny is een dorp in de Poolse woiwodschap Klein-Polen. De plaats maakt deel uit van de gemeente Wadowice en telt 277 inwoners.